# Естер Бик
Естер Бик (на английски: Esther Bick), с рождено име Естеза Ливша Вандер (на полски: Esteza Lifsza Wander) е английски психоаналитик от полски произход.

## Биография
Родена е на 4 юли 1902 година в град Пшемишъл, Австро-Унгария, в еврейско семейство. Напуска родната си и заминава за Виена, за да се обучава в областта на медицината. Естер прави там обучителна анализа с Майкъл Балинт, а след това още една с Мелани Клайн. Впоследствие работи с Джон Боулби и развива своя собствена техника свързана с психоанализата на децата.
Умира на 21 юли 1983 година в Лондон на 81-годишна възраст.